# Choe Ryong-hae
Choe Ryong-hae (Hwanghae del Sur, 15 de enero de 1950) es un político y militar norcoreano, que ha sido miembro del Presidium y la Secretaría del Partido del Trabajo de Corea y segundo al mando de Kim Jong-un. En la actualidad ocupa el cargo de Presidente del Comité Permanente de la Asamblea Suprema del Pueblo. Es el suegro de Kim Yo-jong.

## Biografía

### Primeros años
Nació en el condado de Sinchon, provincia de Hwanghae del Sur, el 15 de enero de 1950. Es hijo de Choe Hyon, que se desempeñó como ministro de defensa de Corea del Norte entre 1968 y 1976. Se unió al Ejército Popular de Corea en 1967 y se graduó de la Universidad Kim Il-sung como experto político y económico.

### Carrera
En la década de 1980, fue miembro destacado de la Liga de Jóvenes Trabajadores Socialistas, siendo su vicepresidente desde 1981 y presidente de 1986; cuando se reformó en la Liga de la Juventud Socialista Kim Il-sung en 1996, fue nombrado primer secretario. En 1986, también fue elegido diputado de la Asamblea Suprema del Pueblo, miembro del Presidium de la Asamblea y miembro de pleno derecho del Comité Central del Partido del Trabajo de Corea. En la década de 1990, también dirigió la Asociación de Fútbol de Corea del Norte y la Asociación de Jóvenes Coreanos de Taekwondo. Fue galardonado con el título Héroe de la RPDC en 1993.
Fue reemplazado como primer secretario de la Liga Juvenil por Ri Il-hwan en la 14.ª sesión plenaria del Comité Central de la liga (enero de 1998), oficialmente «debido a su enfermedad». Otras fuentes indicaron que las auditorías rutinarias del partido descubrieron que estaba vendiendo chatarra a compradores extranjeros sin permiso oficial. Fue sentenciado a ejecución pero Kim Kyong-hui, hermana del entonces líder Kim Jong-il, intervino para salvarle la vida.
No recibió atención pública particular hasta la muerte de Kim Jong-il en diciembre de 2011. Choe fue visto entonces como un actor clave para asegurar el liderazgo de Kim Jong-un. En abril de 2012, recibió importantes ascensos como el grado de Vice Mariscal, la membresía del Presidium del Comité Central del Partido, vicepresidente de la Comisión Militar Central, director del Buró Político General del Ejército y miembro de la Comisión Nacional de Defensa.
En diciembre de 2012, fue degradado supuestamente a General, ya que apareció en una reunión nacional de generales del ejército celebrada en el primer aniversario de la muerte de Kim Jong-il el 16 de diciembre y en una ceremonia en el Palacio del Sol de Kumsusan; aunque vistió la insignia de vice mariscal en el mitin que celebró el exitoso lanzamiento de la Unidad 2 del Kwangmyŏngsŏng-3. Esto sería concurrente con la degradación de Hyon Yong-chol al mismo rango y la destitución de Kim Jong-gak como ministro de Defensa. Choe fue visto inexplicablemente con la insignia de vice mariscal nuevamente en una reunión en febrero de 2013.
A principios de 2014, estuvo notablemente ausente en varios eventos públicos a los que normalmente asistía con el líder supremo. En marzo de 2014, se informó que había sido encarcelado y estaba siendo interrogado. Fue visto más tarde caminando en público cojeando.
Fue nombrado vicepresidente de la Comisión Nacional de Defensa en abril de 2014, pero fue reemplazado por el recién nombrado Vice Mariscal Hwang Pyong-so, y fue oficialmente degradado de la Comisión tras desempeñar el cargo durante solo cinco meses, terminando así su participación en asuntos militares.
La agencia de noticias de Corea del Norte informó más tarde que era secretario del partido a cargo de organizaciones sociales y presidente de la Comisión Estatal de Cultura Física y Deportes, un puesto anteriormente en manos de Jang Song-thaek. En ese cargo formó parte de una delegación norcoreana que asistió a la ceremonia de clausura de los Juegos Asiáticos de 2014 en Incheon, Corea del Sur. También regresó al Presidium a fines de octubre. Fue reelecto como miembro del Presidium en el séptimo Congreso del Partido en mayo de 2016.
En noviembre de 2014, envió una carta de Kim Jong-un a Vladímir Putin.
En enero de 2015, se informó que el segundo hijo de Choe, Choe Song, se había casado con la hermana menor de Kim Jong-un, Kim Yo-jong.
En 2017, fue designado en la Comisión Militar Central del partido. En octubre de 2017 fue nombrado director del Departamento de Organización y Orientación.